# Guillermo Marín Pino
Guillermo León Marín Pino (Puerto La Cruz, Estado Anzoátegui, Venezuela; 14 de junio del 2001) es un futbolista venezolano que juega como delantero en la Academia Anzoátegui de la Segunda División de Venezuela.

## Trayectoria

### Deportivo Anzoátegui
Debuta con 16 años en las filas del Deportivo Anzoátegui el 11 de febrero del 2018 en la Primera División de Venezuela en la jornada 2 del Torneo Apertura 2018 ante Metropolitanos FC jugando los últimos 32 minutos del encuentro. A partir de allí "Memo" se hizo con un lugar como Juvenil Regla, acumuló 815 minutos en 12 partidos jugados y anotando su primer gol como profesional el 28 de febrero del 2018 ante el Estudiantes de Mérida. 
En el Torneo Clausura 2018 ya era uno de los jugadores inamovibles en el 11 inicial de su club. En este torneo acumuló 1.040 minutos jugados, repartidos en 13 encuentros. Su rendimiento fue notable marcando 1 gol y otorgando 4 asistencias, lo que llamó la atención del Deportivo La Guaira y es fichado por dicho club.

### Deportivo La Guaira
Hace su debut con la camiseta del Deportivo La Guaira el 23 de enero del 2019 en el partido de primera ronda de Copa Libertadores 2019 ante Real Garcilaso de Perú, encuentro que finalizó en victoria del cuadro "naranja" 1-0 en el Estadio Olímpico de la UCV. "Memo" volvería a ver minutos en el encuentro de Ida contra Atlético Nacional de Colombia, en la segunda ronda de la Copa Libertadores 2019. En total acumuló 36 minutos en 2 encuentros en esta competición.
En el Torneo Apertura 2019 debutó jugando los 90 minutos en la 1.ª jornada contra el Monagas FC, donde regaló su primera asistencia. Su primer gol con la camiseta "naranja" no se hizo esperar, luego de ingresar los 28 minutos finales ante Mineros de Guayana por la 2.ª jornada del torneo nacional. Actualmente con el Deportivo La Guaira "Memo" acumula 324 minutos en 7 partidos, con 3 goles y 1 asistencia.

## Clubes
| Club                 | País      | Año         | Partidos | Goles | Asistencias |
| -------------------- | --------- | ----------- | -------- | ----- | ----------- |
| Deportivo Anzoátegui | Venezuela | 2017 - 2019 | 25       | 2     | 4           |
| Deportivo La Guaira  | Venezuela | 2019 - Act  | 7        | 3     | 1           |